# 茅野市

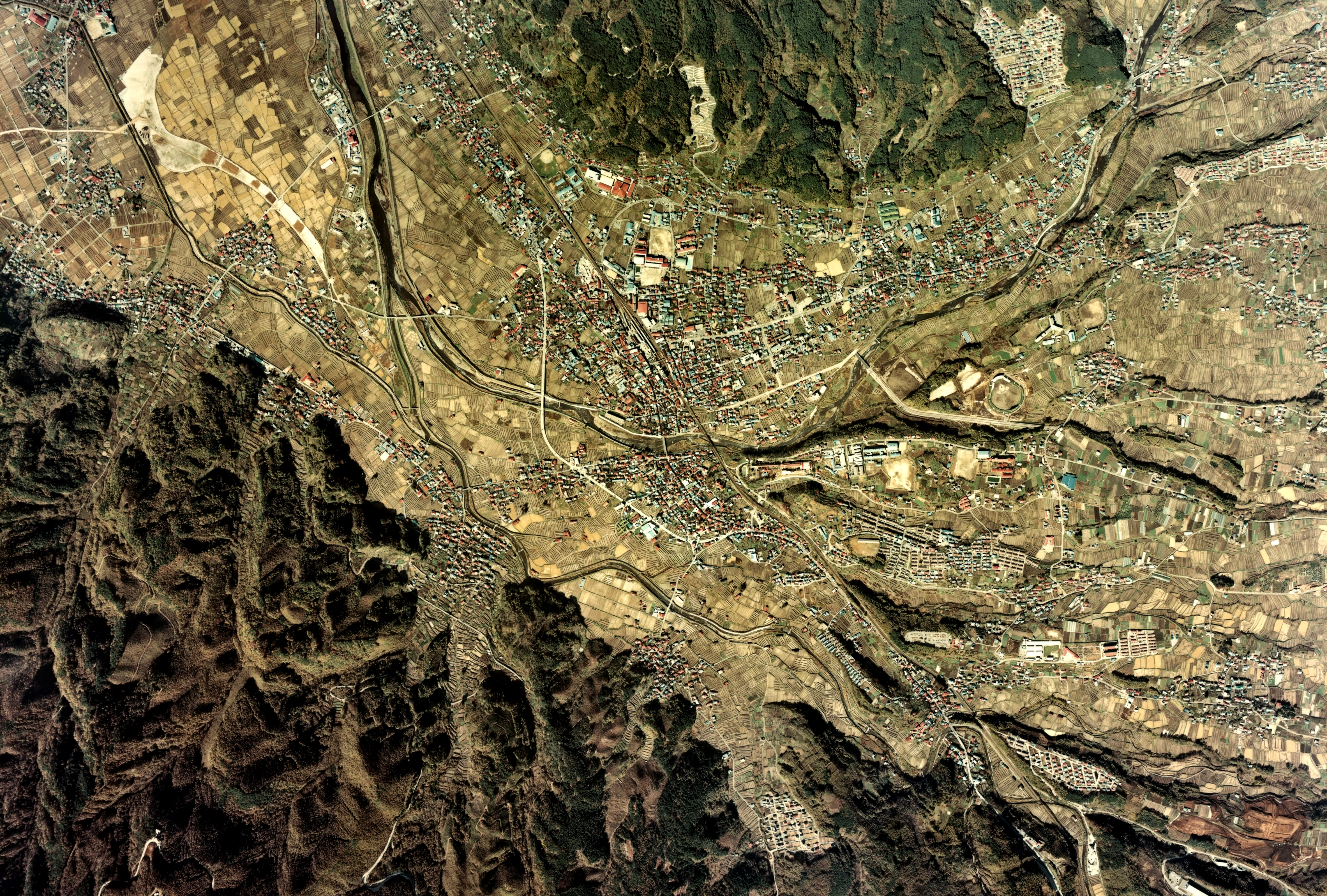
茅野市中心部周辺の空中写真。1976年撮影の2枚を合成作成。。

茅野市（ちのし）は、長野県南信地方の市。八ヶ岳、白樺湖、蓼科高原、車山など観光資源を多く抱える諏訪地方中部の市である。1958年（昭和33年）市制施行。

## 概要
軽井沢に次ぐ人気の別荘エリア（蓼科高原）を有し、県内有数の観光都市である一方、工業も盛んであり工業生産額は長野県77市町村中8位である。また、諏訪広域連合に属する一都市である。
本項では市制前の名称である茅野町（ちのまち）についても述べる。

## 地理

### 位置
市内各地の標高
- 茅野市役所（801m） - 日本の市役所のなかでは最も標高の高い場所にある。
- 茅野駅（790.3m）
- 青柳駅（866.9m）
- 杖突峠（1,247m）
- 蓼科湖（1,250m）
- 白樺湖（1,416m）
- ピラタスの丘ペンション村（1,600 - 1,800m）
- 八ヶ岳（赤岳）（2,899m）

### 地形

#### 山岳
- 八ヶ岳
- 蓼科山
- 霧ヶ峰
- 車山

#### 河川
- 上川
- 宮川

#### 湖沼
- 白樺湖
- 蓼科湖
- 鏡湖
- 御射鹿池

### 気候
太平洋側式の内陸性気候。ケッペンの気候区分によると、大部分が亜寒帯湿潤気候に属する。標高770 メートルから1,200メートルの裾野に街並みが広がっており、冬の朝は晴れることが多いために放射冷却により、マイナス15度以下にまで下がることもあるが乾燥して雪は少ない。夏は都市部に比べれば冷涼であるが、真夏日になる日も多々ある。蓼科高原は日本で最も標高の高い場所にあるリゾート地で冬は非常に寒冷であり、気温はマイナス20度を下回る日もある。

### 地域

#### 行政区画
| ちの（旧ちの町） | 上原区・横内区・茅野町区・仲町区・塚原区・本町区・城山区・丁田自治会 |
| 宮川（旧宮川村） | 高部区・新井区・安国寺区・中河原区・茅野区・西茅野区・坂室区・両久保区・田沢区・丸山区・ひばりヶ丘区・長峰区・向ヶ丘区・東向ヶ丘区・西山区・みどりが丘区・みどりが丘市営住宅自治会・赤田自治会・鏡湖自治会・自然郷自治会 |
| 金沢（旧金沢村） | 大沢区・青柳区・御狩野区・金沢上区・金沢下区・大池区・木船区・新金沢区・金沢台自治会・サンコーポラス旭ヶ丘自治会・旭ヶ丘自治会                                                                                           |
| 玉川（旧玉川村） | 山田区・中沢区・田道区・粟沢区・神之原区・北久保区・上北久保区・子之神区・菊沢区・穴山区・小泉区・南小泉区・小堂見区・緑区                                                                                               |
| 泉野（旧泉野村） | 大日影区・槻木区・小屋場区・中道区・若葉台自治会 |
| 豊平（旧豊平村） | 南大塩区・下菅沢区・下古田区・福沢区・上古田区・御作田区・塩之目区・上場沢区・広見区・山寺団地自治会・グリーンヒルヴィレッジ自治会                                                                                       |
| 中大塩           | 中大塩1区・中大塩2区・中大塩3区・中大塩4区 |
| 北山（旧北山村） | 柏原区・湯川区・芹ヶ沢区・糸萱区・蓼科区・白樺湖自治会・蓼科中央高原自治会・車山高原自治会・緑の村自治会 |
| 湖東（旧湖東村） | 上菅沢区・中村区・山口区・堀区・新井区・金山区・須栗平区・笹原区・白井出区・花蒔自治会・東平自治会 |
| 米沢（旧米沢村） | 埴原田区・鋳物師屋区・北大塩区・塩沢区・米沢台区 |

#### 自治会・区
住民による自治組織が、住み良い地域をつくるため、住民相互の連絡、防災

や防犯、環境美化や資源物分別収集、除雪など、日頃から日常生活に密着した共同活動を行っているが、近年、自治会への加入率低下が問題となっている
。
具体的には、「ごみステーション使用でのトラブル」「災害時の安否確認、情報伝達ができない」
「雪かき、出払いに協力してもらえない」等の社会問題が発生している。特にごみ出しに関しては「収集日を守らない」「衛生委員などの役員をやらずに利用し、不公平」という意見が多く、自治会への加入率向上が求められている。
茅野市としても、「パートナーシップのまちづくり」をスローガンに掲げ、自治会の加入率向上や予算枠500万円の「茅野市みんなのまちづくり支援金」支給と申請審査の見直し

等、地域コミュニティの活性化を推進している。また、自治会への加入率向上のため、「入区条例」の制定についても検討していたが、入区を強制するのは問題があるとの意見が強く、条例の制定は見送られた

。
自治会では収入の安定が模索され、2015年、一方で新規転入者に加入を促す区は調査対象の100区中91区にのぼり (前年比45区増)、他方で区民のうち未入世帯を勧誘する取り組みを示した区は58区とおよそ50%で、働き掛けにくい状況は変わらなったことから、市の計画では区から聞き取った既存未入世帯への効果的な呼びかけ方をまとめ、「区・自治会加入促進の手引き」を作成し全区長と共有するとした
。
自治会への加入率低下は、会費 (区費) が高額であることも理由の一つであるとの指摘があるが、区費 (自治会費) を収める対象者が高齢化で減少していることを受け、自治会への加入一時金と会費 (区費) のうち加入金平均額が値下がり傾向にある反面、区費の平均は増加傾向にあり、2015年度で7万1320円の加入金、年間2万2207円の会費となっている。市内には区費減額に取り組み別荘地やゴルフ場の地代収入を元手にした援助を受給する区があり、あるいは区費に変動制を取り入れる区では、世帯状況により減額する措置は区費で32区、加入金で9区が該当したほか、活動状況への配慮により金額を算出する区もある。また、自治会を脱退する要因を分析し、役員を務める負担の軽減に取り組む63区では、役職規定から高齢者世帯などを免除した (前年比16区増)。区の規約に従う一定額に、さまざまな算出法を用いて均等割や人数割など加算されており、世帯当たりの負担減を目指し活動の質の維持について、市内の各区の知恵を共有できるかどうか課題でもある。　
| 年度 | 加入金   | 区費(年額) | 備考       |
| ---- | -------- | ---------- | ---------- |
| 2013 | 76,000円 | 21,000円   |            |
| 2014 | 77,000円 | 22,000円   | [ 注釈 4 ] |
| 2015 | 71,320円 | 22,207円   | [ 10 ]     |

茅野市が主催する2018年の「まちづくり懇談会」会場で市民の意識調査を行ったところ、回答者の8割近くが日常的に地域のつながりを意識し、必要だとする回答者は9割強であった。会合の参加者853人・回答率は50%強 (453人) である
。

### 人口
- DID人口比は20.2%（2015年国勢調査）。

| |                                        |  |
| 茅野市と全国の年齢別人口分布（2005年） | 茅野市の年齢・男女別人口分布（2005年） |  |
| ■紫色 ― 茅野市 ■緑色 ― 日本全国 | ■青色 ― 男性 ■赤色 ― 女性              |  |
| 茅野市（に相当する地域）の人口の推移 \| 1970年（昭和45年） \| 36,200人 \| \| \| 1975年（昭和50年） \| 39,717人 \| \| \| 1980年（昭和55年） \| 43,942人 \| \| \| 1985年（昭和60年） \| 47,273人 \| \| \| 1990年（平成2年） \| 50,064人 \| \| \| 1995年（平成7年） \| 52,807人 \| \| \| 2000年（平成12年） \| 54,841人 \| \| \| 2005年（平成17年） \| 57,099人 \| \| \| 2010年（平成22年） \| 56,391人 \| \| \| 2015年（平成27年） \| 55,912人 \| \| \| 2020年（令和2年） \| 56,400人 \| \| |                                        |  |
| 総務省統計局 国勢調査より |                                        |  |
| 1970年（昭和45年） | 36,200人                               |  |
| 1975年（昭和50年） | 39,717人                               |  |
| 1980年（昭和55年） | 43,942人                               |  |
| 1985年（昭和60年） | 47,273人                               |  |
| 1990年（平成2年） | 50,064人                               |  |
| 1995年（平成7年） | 52,807人                               |  |
| 2000年（平成12年） | 54,841人                               |  |
| 2005年（平成17年） | 57,099人                               |  |
| 2010年（平成22年） | 56,391人                               |  |
| 2015年（平成27年） | 55,912人                               |  |
| 2020年（令和2年） | 56,400人                               |  |

本市よりも先に市制施行した岡谷市、諏訪市を抜いて諏訪地域で最大の人口を擁する自治体となった。八ヶ岳山麓での宅地化が進んだ結果、無秩序な宅地開発によるスプロール化も懸念されており、これは市街地中心部においても同様である。

### 隣接自治体
長野県
- 諏訪市
- 佐久市
- 伊那市
- 南佐久郡：小海町、南牧村、佐久穂町
- 北佐久郡：立科町
- 小県郡：長和町
- 諏訪郡：富士見町、原村

山梨県
- 北杜市

## 歴史

### 古代
縄文時代
- 縄文時代から栄え、日本の中でも中心的役割を担っていた。そのため縄文遺跡が数多く存在する。

### 近代
明治時代
- 1905年（明治38年）-茅野駅開業。ともに甲州街道沿いにある宮川村茅野区と永明村塚原区の隣接する2つの区が1894年から諏訪郡や上伊那郡の諸村を巻き込んだ激しい停車場誘致運動を繰り広げた結果、中央本線が諏訪湖北岸ルートに決定したことから塚原区に設置され[13]、駅名は誘致に敗れた茅野区の名称が採られた[13]。

### 現代
昭和時代（戦後）
- 1955年（昭和30年）2月1日 - 諏訪郡ちの町・宮川村・金沢村・玉川村・豊平村・泉野村・北山村・湖東村・米沢村が合併して茅野町が発足。茅野駅の所在地であった永明村が町制施行に伴い1948年に改称した「ちの町」は日本初のひらがな市町村名で[注釈 5]、駅名の由来である村外の宮川村茅野区との区別を図るための措置であった。
- 1958年（昭和33年）
  - 8月1日 - 諏訪郡茅野町が市制施行して茅野市となる。
  - 9月20日 - 市章を制定[14]。
- 1966年（昭和41年）11月8日 - 茅野商工会議所創立[15]。
- 1978年（昭和53年） - 茅野市運動公園開園。
- 1980年（昭和55年） - 茅野市図書館創立。

平成時代
- 1994年（平成06年） - 市役所新庁舎完成
- 2005年（平成17年） - 茅野市民館オープン。
- 2013年（平成25年）5月 - 茅野市の縄文文化を研究および普及するために、茅野商工会議所より縄文プロジェクトが発足された[16]。
- 2018年（平成30年） - 第5次茅野市総合計画策定

令和時代
- 2021年（令和03年） - 茅野駅西口広場リニューアル事業着手
- 2022年（令和  4年）4月 - デジタル田園健康特区に石川県加賀市、岡山県吉備中央町とともに指定

## 行政

### 市長
- 市長 - 今井敦（2019年4月30日就任、2期目）

歴代市長
- 初代 - 小川一雄 1955年 3月12日 - 1967年4月29日、3期
- 2代 - 丸茂作太郎 1967年4月30日 - 1971年4月29日、1期
- 3代 - 原田文也 1971年4月30日 - 1995年4月29日、6期
- 4代 - 矢崎和広 1995年4月30日 - 2007年4月29日、3期
- 5代 - 柳平千代一 2007年4月30日 - 2019年4月29日、3期

### 行政機構
| 総務部               | 総務課・財政課・税務課                                                 |
| 企画部               | 秘書広聴課・企画課・DX推進課・地域創生課・移住・交流推進室             |
| 市民環境部           | 市民課・環境課・ゼロカーボン推進室・パートナーシップのまちづくり推進室 |
| 健康福祉部           | 地域福祉課・高齢者・保険課・健康づくり推進課                           |
| 産業経済部           | 農林課・商工課・観光課                                                 |
| 都市建設部           | 建設課・都市計画課・水道課・建設関連事業推進課                         |
| 会計課               |                                                                        |
| 教育委員会こども部   | こども課・幼児教育課・学校教育課                                       |
| 教育委員会生涯学習部 | 生涯学習課・文化財課・スポーツ健康課                                   |
| 議会事務局           |                                                                        |
| 選挙管理委員会事務局 |                                                                        |
| 危機管理室防災課     | 消防課                                                                 |
| 農業委員会事務局     |                                                                        |

## 議会

### 県議会
- 選挙区：茅野市・富士見町・原村選挙区
- 定数：2人
- 任期：2019年（平成31年）4月30日 - 2023年（令和5年）4月29日

### 衆議院
- 選挙区：長野4区（岡谷市、諏訪市、茅野市、塩尻市、諏訪郡、木曽郡）
- 任期：2021年10月31日 - 2025年10月30日
- 当日有権者数：240,401人
- 投票率：59.37％

| 当落 | 候補者名   | 年齢 | 所属党派   | 新旧別 | 得票数   | 重複 |
| ---- | ---------- | ---- | ---------- | ------ | -------- | ---- |
| 当   | 後藤茂之   | 65   | 自由民主党 | 前     | 86,962票 | ○    |
|      | 長瀬由希子 | 53   | 日本共産党 | 新     | 51,922票 | ○    |

## 出先機関・施設

### 国家機関

#### 防衛省
自衛隊
- 陸上自衛隊茅野地域事務所

#### 厚生労働省
- 茅野市地域職業相談室

### 政府所管法人

#### 国立研究開発法人
- 農業・食品産業技術総合研究機構（農研機構）管理本部（藤本・大わし管理部八岳農場事業場）[17]
- 農研機構種苗管理センター八岳農場

### 施設

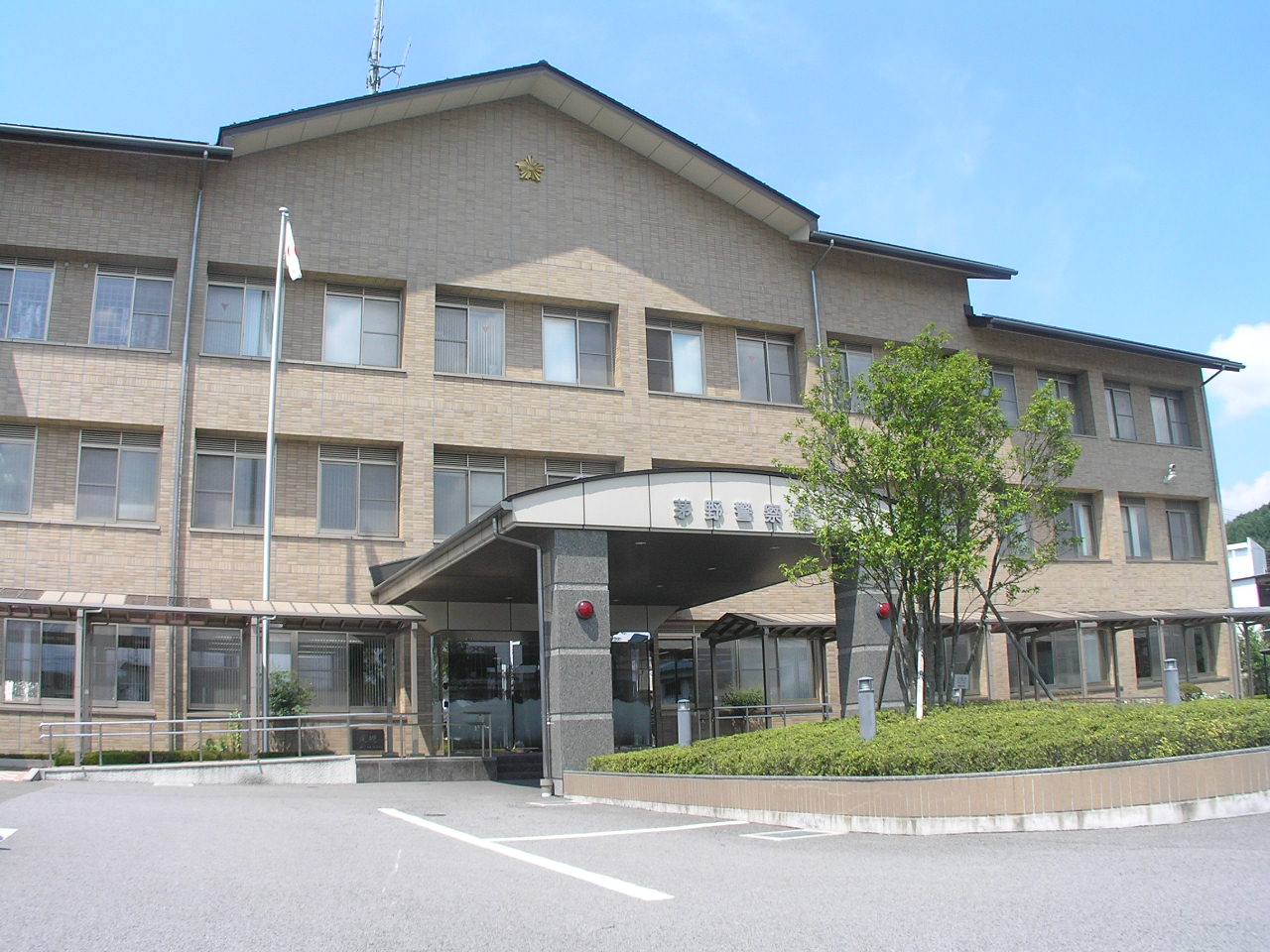
茅野警察署

#### 警察
本部
- 長野県警察 茅野警察署

交番
- 茅野駅前交番（茅野市ちの）
- 尖石縄文交番（茅野市豊平）

駐在所
- 北山駐在所（茅野市北山）

#### 本部
- 諏訪広域消防本部

消防署
- 茅野消防署

#### 医療・福祉
- 諏訪中央病院
- 平岡産婦人科

#### 郵便局
| 集配郵便局   | 茅野郵便局・豊平郵便局・北山郵便局                                                                 |
| 無集配郵便局 | 茅野上原郵便局・茅野駅前郵便局・ちの本町郵便局・玉川郵便局・信濃金沢郵便局・米沢郵便局・蓼科郵便局 |
| 簡易郵便局   | 小泉簡易郵便局・ひばりヶ丘簡易郵便局・鬼場簡易郵便局・泉野簡易郵便局・白樺湖簡易郵便局             |

#### 文化施設
- 茅野駅商業ビル「BELLVIA」(ベルビア)内の茅野市の施設[18]
  - 茅野市役所、ベルビア店茅野市役所出張所
  - こども館「0123広場」（就園前の0～3才児の遊び場、子育て相談施設）
  - 茅野市こども館、CHUKOらんどチノチノ（中高生の居場所施設）
  - 茅野市 地域職業相談室（職業相談、職業紹介）
  - ワークラボ八ケ岳
- 市民活動センター「ゆいわーく茅野」（様々な分野の市民活動の創出とそれらの連携を図り、まちの元気を創り出す、まちづくりの拠点施設）

図書館
- 茅野市図書館

#### 運動施設
- 茅野市運動公園
  - FCアビエス（サッカークラブ）(茅野市運動公園が練習場所)

## 対外関係

### 姉妹都市・提携都市

#### 国内
姉妹都市
| 都市名   | 地方     | 都道府県名 | 提携年月日                                                    |
| -------- | -------- | ---------- | ------------------------------------------------------------- |
| 旭市     | 関東地方 | 千葉県     | 1974年（昭和49年）12月3日 2015年（平成27年）10月29日 - 再提携 |
| 総社市   | 中国地方 | 岡山県     | 1984年（昭和59年）1月26日                                     |
| 伊勢原市 | 関東地方 | 神奈川県   | 1986年（昭和61年）1月21日                                     |

提携都市
| 都市名   | 地方     | 都道府県名 | 提携年月日                |
| -------- | -------- | ---------- | ------------------------- |
| あわら市 | 中部地方 | 福井県     | 2014年（平成26年）8月17日 |

#### 海外
姉妹都市
姉妹提携都市とは、毎年夏季に市内在住の中高生約8名を対象にホームステイが行われる。
| 都市名         | 国名           | 地域名     | 提携年月日               |
| -------------- | -------------- | ---------- | ------------------------ |
| ロングモント市 | アメリカ合衆国 | コロラド州 | 1990年（平成2年）5月25日 |

## 経済

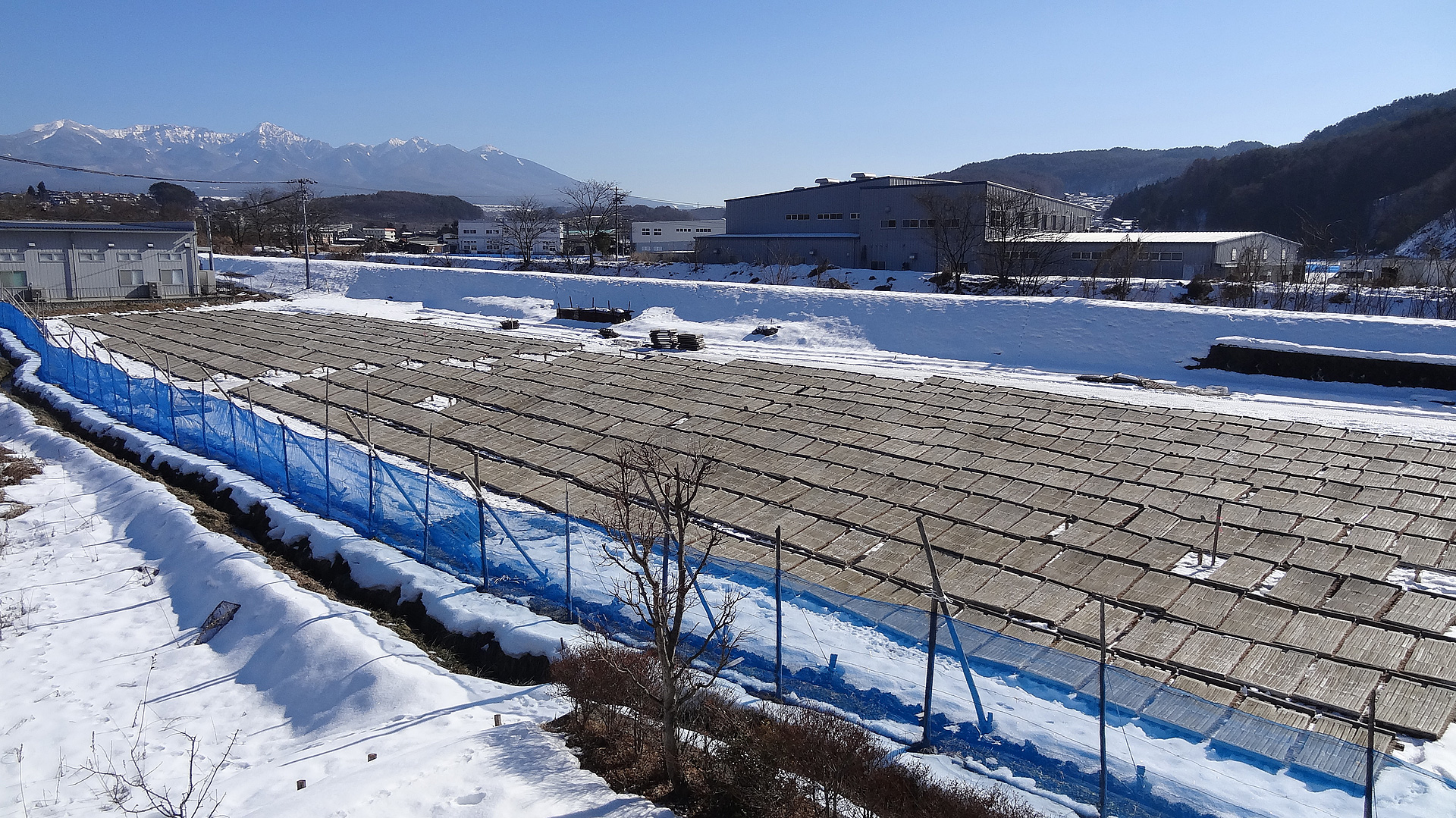
寒天干し

精密業を基盤とする工業都市であるが、パセリやセロリといった高原野菜の産地として名高い。伝統産業として、冬の寒さと乾燥した気候を利用して作られる角寒天、凍り豆腐、氷餅があり、その殆どは茅野市で生産されている。また、近年は郊外へ工場の建設が進む。長野県内での工業生産額は77市町村中第8位である。市内の事業所数は3045事業所（平成28年経済サンセスより）で、平成24年のデータの比較すると、増加率は8.5%で長野県内19市の中で増加しているのは当市と松本市、小諸市のみであり、当市はその中で最大の増加率である。このことから市内の経済活動が活発化していることが窺える。
事業所数の内訳（平成28年度）は「宿泊業・飲食サービス業」が全産業の19.8%を占め最も多く、次いで「卸売業・小売業」が19.3%、製造業が14.4%、建設業が11.7%となっている。

### 第一次産業

#### 農業
年間農業産出額は41億9000万円(平成29年）であり、年々増加している。その内訳は野菜が14億8000万円、米13億1000万円、花き11億6000万円、果実7000万円、芋類5000万円、雑穀4000万円、その他が1000万円である。また畜産物の産出額は7000万円である。

### 第二次産業

#### 工業
市内の事業所数（平成30年、従業員4人以上）は216事業所で、前年に比べて5事業所の増加であり、製造品出荷額等は2137億169万円で前年に比べて203億4431万円の増加となっている。粗付加価値額は808億1970万円で、こちらも52億2901万円の増加となっている。

### 第三次産業

#### 商業
主な商業施設
- 前宮前ショッピングセンター
  - ドン・キホーテ茅野店
  - 西松屋茅野店
  - ホームプラザナフコ茅野店
- メリーパーク
  - ケーヨーデイツー茅野宮川店
  - デリシア茅野店
  - 無印良品茅野
- 諏訪ステーションパーク（諏訪市との境界にある）
  - イオン諏訪ステーションパーク店
  - アルペン諏訪インター店
  - エディオン諏訪インター店
- ビッグ1茅野横内店
- 西友茅野横内店
- ユニクロ茅野店
- ゲオ茅野店
- ファッションセンターしまむら茅野店
- 茅野駅前ベルビア
- Mont8（茅野駅駅ビル）
- オギノ茅野ショッピングセンター
- ヤマダデンキテックランド茅野店
- ツルヤ茅野店
- ウエルシア茅野本町店、茅野米沢店
- マツモトキヨシ長峰店、上原店、オギノ茅野SC店、諏訪ステーションパーク店、宮川店
- イオンタウン茅野
  - ザ・ビッグ茅野店
  - サーティワンアイスクリームイオンタウン茅野店
- ザ・ダイソーイオンタウン茅野店、オギノ店
- A・コープ サンライフ店、ピアみどり店
- ワークマンプラス 茅野店
- コメリハード＆グリーン 茅野玉川店

### 拠点を置く企業
（五十音順）
- 株式会社アイン[27]
- アルピコリゾート&ライフ（旧・東洋観光事業、アルピコグループ）
- オーク製作所（諏訪）
- キッツ（茅野工場、甲信営業所）
- キッツマイクロフィルター（本社）
- キッツメタルワークス
- 共友電材工業茅野工場
- 古賀オール・甲信越支店
- SIMMTECH GRAPHICS（旧・イ－スタン、本社、米沢、中大塩工場）
- 諏訪バス
- 大央電設工業
- ダイナ楽器
- ちの技研
- 中日諏訪オプト電子（旧チノン〈テクノホライゾングループ〉）
- ディスコ・茅野工場
- 東京ダイカスト・茅野工場
- 東洋精機工業・第三工場
- 戸田酒造
- 長野精工・本社・工場
- 南新電気工業[28]
- 株式会社ニチワ工業
- ニデックインスツルメンツ・茅野事業所（旧・三協精機製作所、日本電産サンキョー）
- 野村ユニソン（本社、湖東、八ヶ岳工場）
- 原田製麺
- 三井の森
- ミマキ電子部品・茅野工場
- 宮坂ゴム（本社、FNP事業部）[29]
- 八ヶ岳乳業・本社・茅野工場（旧・八ヶ岳雪印牛乳、雪印メグミルクグループ）
- 山高味噌（本社）
- ヤマテン
- ユーレックス
- リョウワ株式会社
- ワークスベル・長野工場

かつてあった企業
- 蓼科ブライトンホテルズ
- チノン

## 情報・生活

### マスメディア

#### 中継局
- 岡谷諏訪中継局
- 車山中継局
- 白樺湖中継局

### ライフライン

#### 電力
- 中部電力 - 旧諏訪電気。中部配電となり、中部電力へと至る。

## 教育・研究機関

### 大学

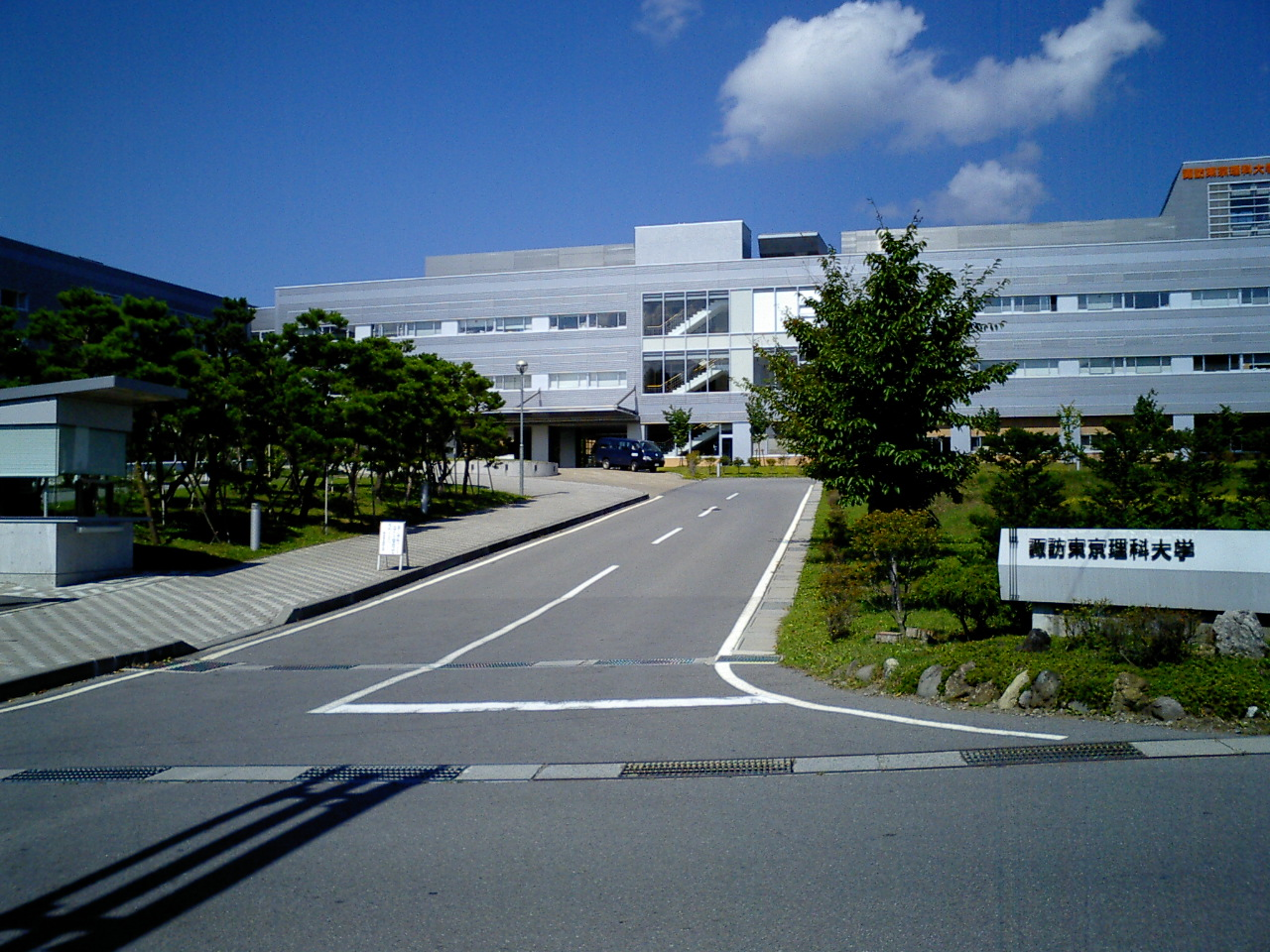
諏訪東京理科大学

公立
- 公立諏訪東京理科大学

### 専修学校
- 諏訪中央病院看護専門学校

### 高等学校
県立
- 長野県茅野高等学校

私立
- 東海大学付属諏訪高等学校

### 中学校
市立
- 茅野市立東部中学校
- 茅野市立北部中学校
- 茅野市立永明中学校
- 茅野市立長峰中学校

### 小学校
市立
- 茅野市立金沢小学校
- 茅野市立宮川小学校
- 茅野市立玉川小学校
- 茅野市立永明小学校
- 茅野市立米沢小学校
- 茅野市立豊平小学校
- 茅野市立湖東小学校
- 茅野市立北山小学校
- 茅野市立泉野小学校

### 幼稚園
認定こども園
- よこうち認定こども園
- ちの聖母幼稚園
- 野あそび保育ささはら

### 保育園
- 宮川保育園
- 宮川第二保育園
- 小泉保育園
- みどりヶ丘保育園
- わかば保育園
- 金沢保育園
- 玉川保育園
- ちの保育園
- 中央保育園
- 豊平保育園
- 中大塩保育園
- 湖東保育園
- 笹原保育園
- 米沢保育園
- 北山保育園
- 泉野保育園
- 玉川どんぐり保育園（私）

企業主導型保育施設
- しゃれんどきっず園

### その他の教育機関
- 茅野自動車学校

組合
- 諏訪広域公立大学事務組合

## 交通

### 鉄道

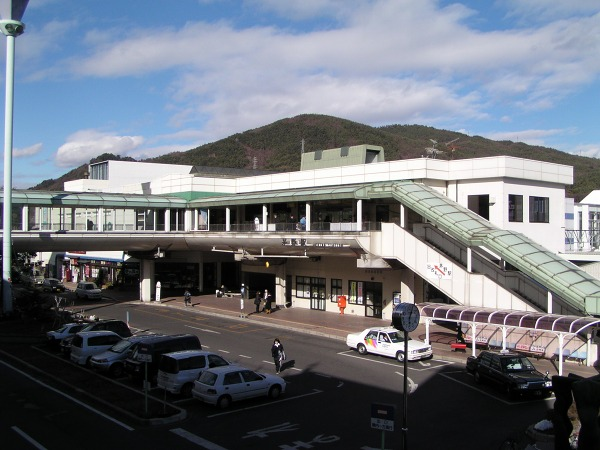
茅野駅

中心となる駅：茅野駅

#### 鉄道路線
東日本旅客鉄道（JR東日本）
- 中央本線：- 茅野駅 - 青柳駅 -

### バス

#### 路線バス
- アルピコ交通（通称・諏訪バス）
- JRバス関東

#### 高速バス
- 茅野駅 - バスタ新宿（アルピコ交通）
- 岡谷駅・上諏訪駅・中央道茅野 - バスタ新宿（アルピコ交通、京王バス東、山梨交通、フジエクスプレス、JRバス関東）
- 美濃戸口・茅野駅 - 京都駅・大阪梅田（アルピコ交通）

### タクシー
- アルピコタクシー茅野営業所
- 第一交通茅野営業所

### その他の交通
- AI乗合オンデマンド交通「のらざあ」 (要:事前の利用者登録・電話､アプリなどからの乗車予約)

かつて茅野市ではコミュニティバスを西茅野安国寺線、中大塩糸萱線、白井出線、東向ヶ丘線小泉菅沢線、御狩野線、中沢線丸山線、豊平泉野線、柏原線、北大塩・蓼科線、市街地循環バス、玉川循環線の13路線運行していたが、2022年（令和4年）9月30日を以て廃止された。翌日に通勤・通学バスの運行開始した。
同年8月22日からオンデマンド交通『のらざあ』に移行された。

### 道路

#### 高速道路
- 中央自動車道が通過しているが、インターチェンジはない。諏訪市の諏訪インターチェンジが中心市街地の最寄りである。

諏訪インター開業当初は管理棟などの主要施設を諏訪市内の茅野市飛地に建設する事で所在地を茅野市とする妥協策がとられていたが、後に諏訪市と飛地を解消し現在は敷地の一部が茅野市に掛かるのみである。
諏訪南インターチェンジ（諏訪郡富士見町）も市域に隣接しており、玄関口として利用可能である。

#### 国道
- 国道20号（諏訪バイパス、坂室バイパス）
- 国道152号
- 国道299号（旧茅野有料道路）

#### 県道
主要地方道
- 長野県道16号岡谷茅野線
- 長野県道・山梨県道17号茅野北杜韮崎線

一般県道
- 長野県道188号上槻木矢ヶ崎線
- 長野県道196号神ノ原青柳停車場線

#### その他の道路
- ビーナスライン（旧蓼科有料道路・旧霧ヶ峰有料道路）
- 八ヶ岳西麓広域農道

#### 道の駅
- ビーナスライン蓼科湖

### ナンバープレート
諏訪ナンバー
- ナンバープレート
  - ご当地ナンバーである諏訪ナンバー（長野運輸支局松本自動車検査登録事務所）が割り当てられている。2006年10月9日までは松本ナンバーが割り当てられていた。(諏訪のデザインナンバープレートも希望者は選べる。)

## 観光

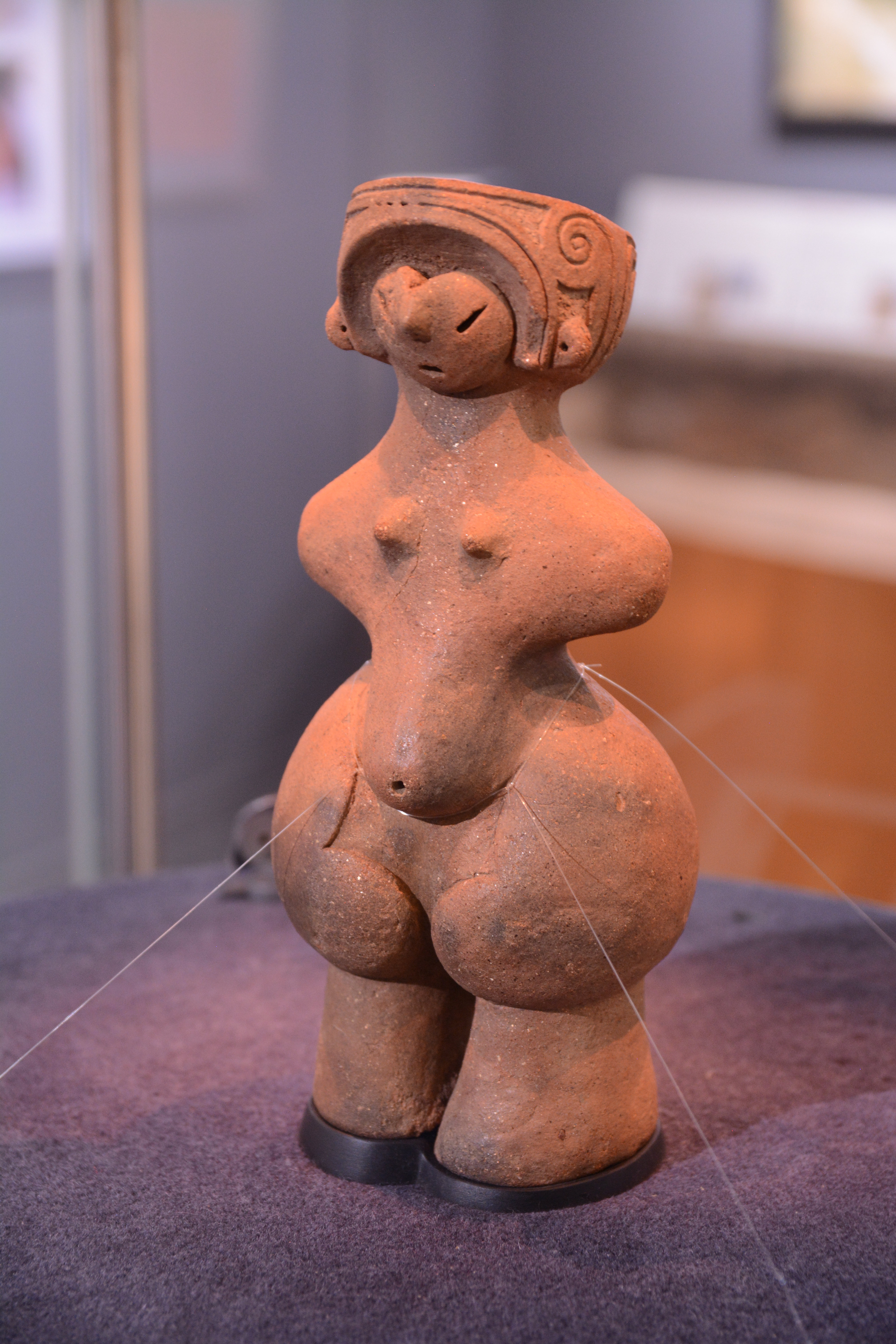
縄文のビーナス（国宝）

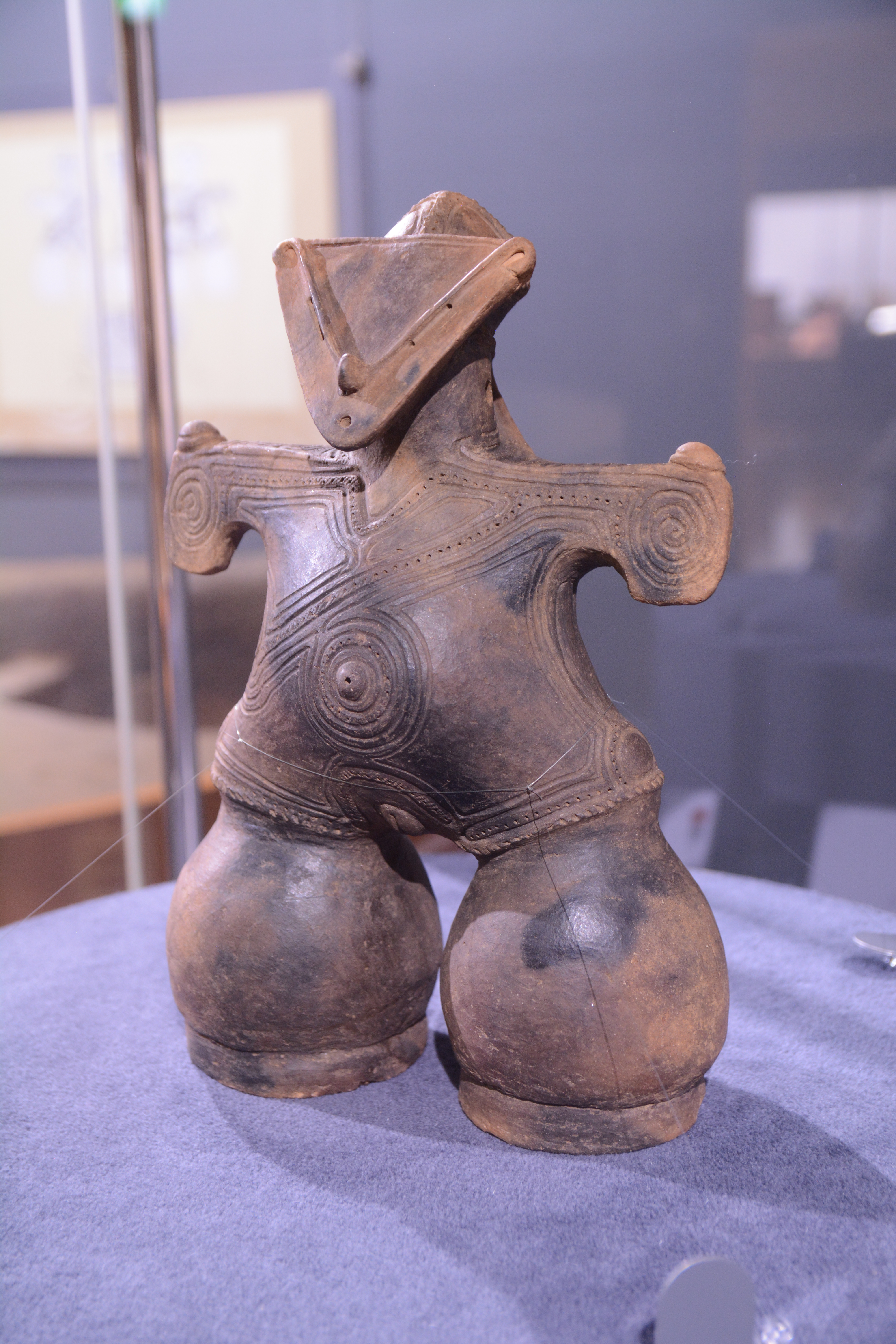
仮面の女神（国宝）

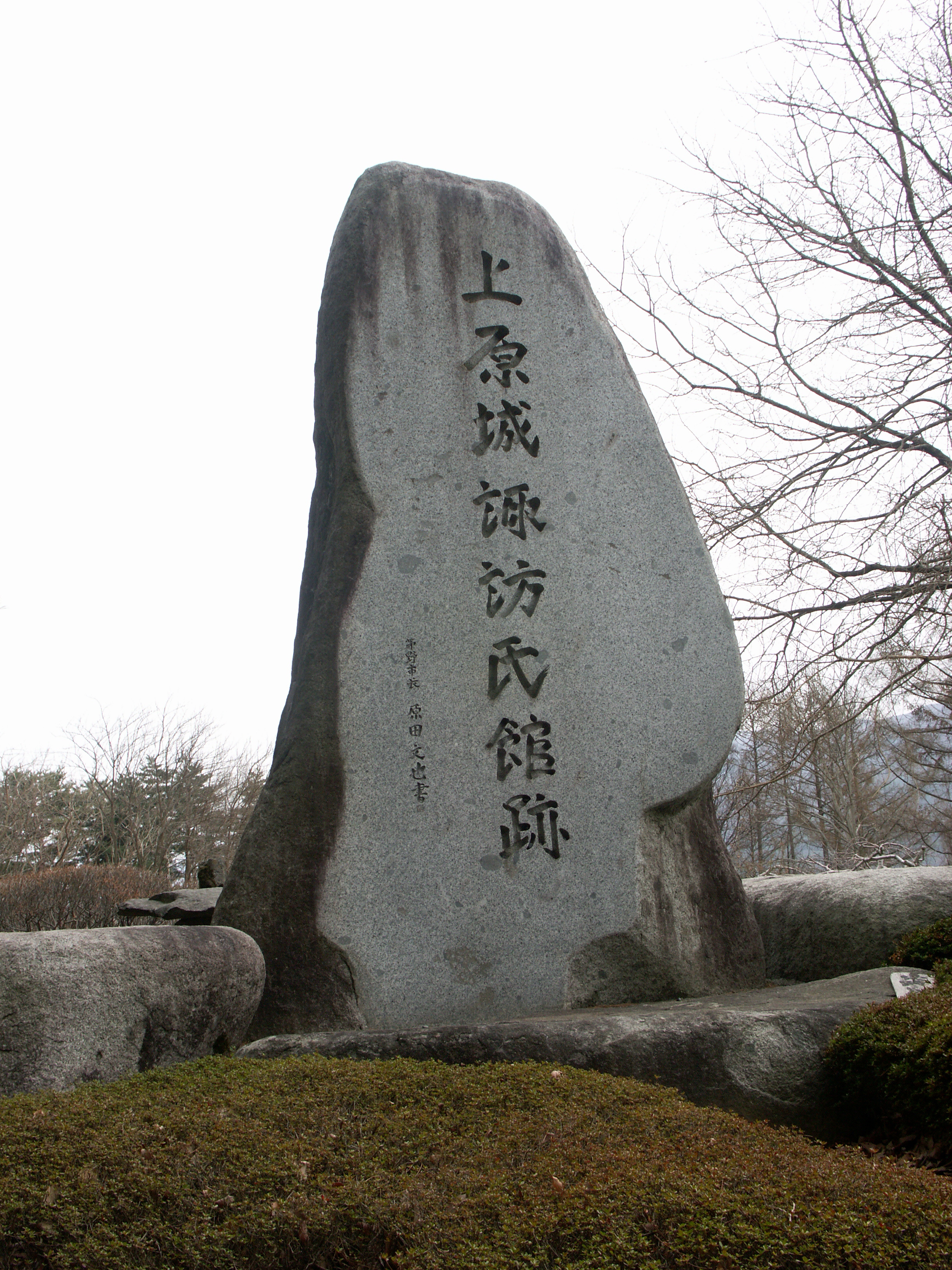
上原城

諏訪大社上社前宮

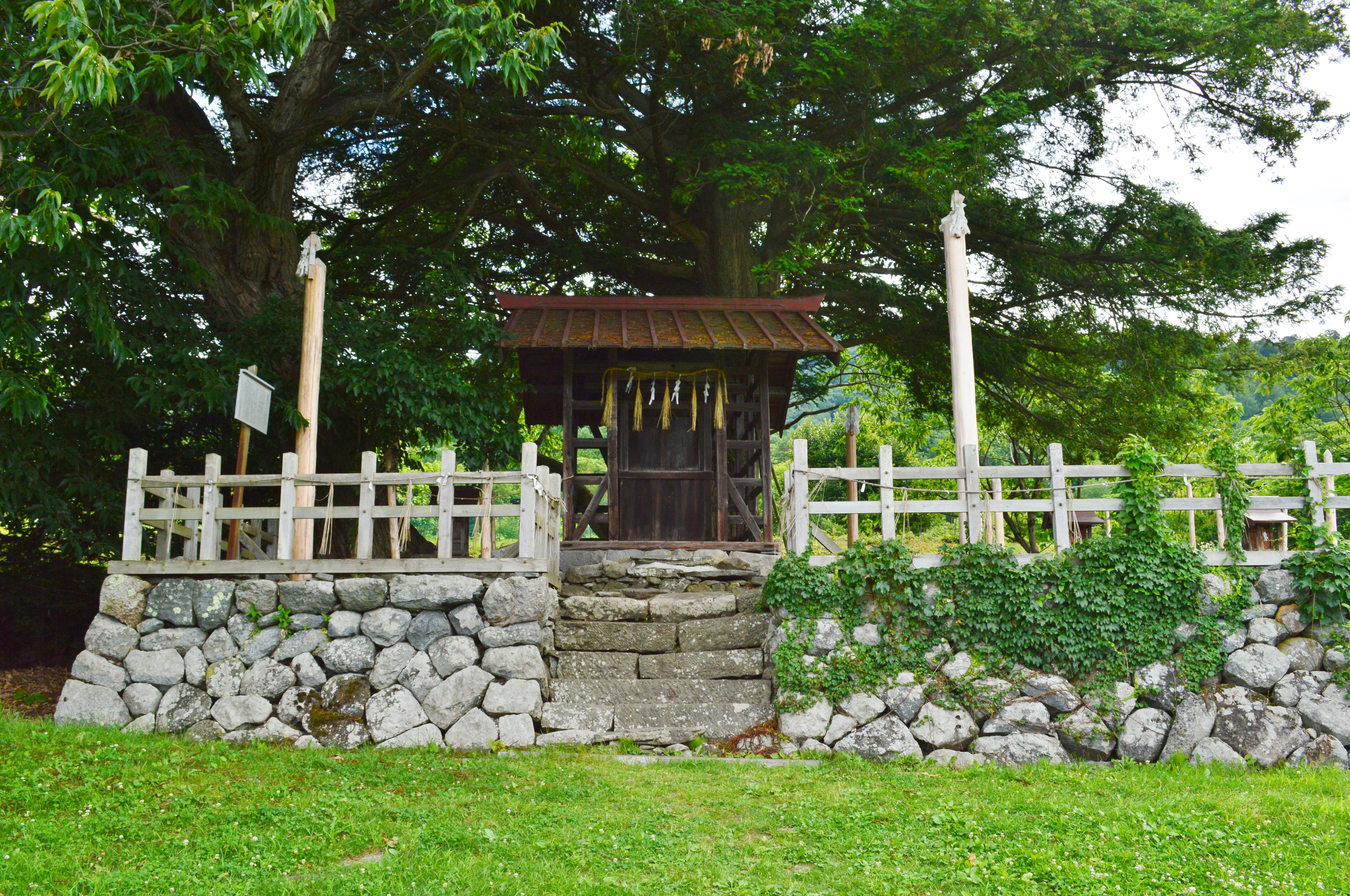
御左口神社

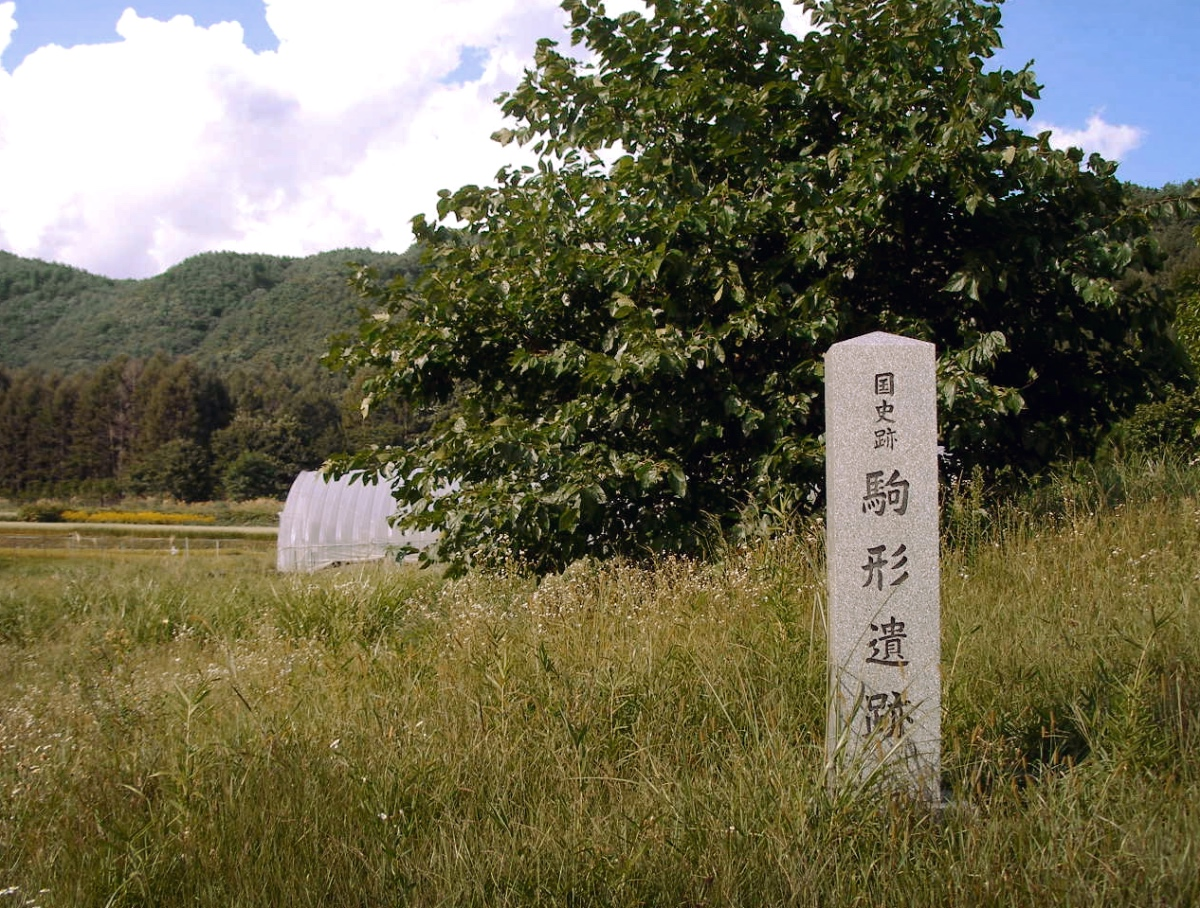
駒形遺跡

### 名所・旧跡
城郭・陣屋
- 上原城址：県指定史跡。

神社
- 車山神社
- 御左口神社 - ミシャグジ信仰の中心的神社。
- 諏訪大社上社前宮
- 達屋酢蔵神社

寺院
- 蓼科山聖光寺
- 清龍山 長円寺（長圓寺）[30]
- 検校庵
- 頼岳寺 - 高島藩主諏訪家墓所：国指定史跡。
- 円通山宗湖寺（圓通山宗湖禪寺）[31]
- 泰平山安国寺

遺跡
- 駒形遺跡 - 古代における黒曜石の中心的原産地の1つだったとされる地域の遺跡。
- 棚畑遺跡 - 縄文時代の遺跡。出土品として縄文のビーナスが有名。
- 中ツ原遺跡 - 縄文時代の遺跡。出土品として「仮面の女神（英語版）」の愛称で知られる、仮面土偶が有名。
- 尖石・与助尾根遺跡 - 茅野市尖石縄文考古館
- 上之段石器時代遺跡（英語版）

街道・宿場町
- 甲州街道
  - 金沢宿

その他
- 穴蔵：農閑期の農家の共同作業小屋

### 観光スポット
- 赤岳鉱泉
- 多留姫文学自然の里・多留姫の滝
- 車山高原スキー場
- 蓼科高原バラクライングリッシュガーデン
- 御射鹿池
- 温泉施設[32]
  - 奥蓼科温泉郷 - 横谷温泉、明治温泉、渋御殿湯温泉
  - 蓼科温泉郷
- 蓼科アミューズメント水族館[注釈 6]
- 北八ヶ岳ロープウエイ
- ピラタスの丘ペンション村
- ピラタス蓼科スノーリゾート
- 蓼科東急スキー場
- 蓼科大滝
- 乙女滝
- 蓼科湖
- 道の駅ビーナスライン蓼科湖
- 蓼科高原芸術の森彫刻公園
- TINY GARDEN 蓼科
  - マリー・ローランサン美術館（2011年9月30日閉館）
- 白樺湖
- 白樺湖ROYAL HILLスキー場
- 白樺リゾートスキー場

博物館・美術館
- 神長官守矢史料館
- 放浪美術館
- 産業振興プラザ
- 茅野市美術館
- 茅野泥工美術の館・鏝絵天香館
- 公立諏訪東京理科大内施設 情報プラザ
- 八ヶ岳総合博物館
- 茅野市尖石縄文考古館 - 尖石・与助尾根遺跡
- 康耀堂美術館
- 蓼科高原美術館・矢崎虎夫記念館
- 小津安二郎記念館-無藝荘
- 「新・雲呼荘」野田高梧記念蓼科シナリオ研究所（前身、野田高梧の山荘「雲呼荘」）（記念館）
- 長谷川恒男記念庫

## 文化・名物

### 祭事・催事
- 諏訪大社式年造営御柱大祭（寅年、申年の4月、5月）諏訪地方全域。
- 茅野どんばん（毎年8月始め頃）ちの、塚原地区会場。
- 小津安二郎記念蓼科高原映画祭（毎年9月中旬頃）茅野市民館、新星劇場、小津安二郎記念館-無藝荘、会場。
- 八ヶ岳縄文の里マラソン大会
- ラリーチャレンジ　-　TOYOTA・GAZOO・Racingラリーチャレンジin八ケ岳茅野　茅野市運動公園､蓼科高原､会場。
- 茅野市5000年尖石縄文まつり(会場、尖石縄文考古館周辺)
- 信州八ケ岳新そばまつり

- 八ヶ岳
- 蓼科山
- 御柱祭(木落とし）

### 名産・特産
- 寒天
- 米沢米

### スポーツ

#### サッカー
- FCアビエス（北信越フットボールリーグ）

#### ウィンタースポーツ
スキー
- 車山高原スキー場
- 白樺湖ロイヤルヒルスキー場
- 白樺リゾートスキー場
- 蓼科東急スキー場
- ピラタス蓼科スノーリゾート

## 出身関連著名人

### 出身著名人
（五十音順）
- 赤羽恒雄（国際政治学者）
- 朝倉一善（ノンフィクション作家）
- 有井行夫（マルクス経済学者）
- 有賀修二（技術者、ジャパンディスプレイ社長）
- 飯山泰（競艇選手）
- 石田晋也（官僚）
- 伊藤優美（クラリネット奏者）
- 伊藤力司（ジャーナリスト）
- 今井野菊（郷土史家、歌人）
- 岩波昭彦（日本画家）
- 牛山積（法学者）
- 牛山初男（国語学者）
- 牛山悠衣（ハンドボール選手）
- 大久保智弘（時代小説作家）
- 大島金太郎（農学者）
- 岡奈津子（アジア研究者）
- 小川安朗（服飾学者）
- 小川由加里（彫刻家）
- 長田新（教育学者、広島文理科大学学長）
- 小野裕子（気象予報士）
- 帯川きよら（バレーボール選手）
- 小尾郊一（中国文学者）
- 小尾権三郎（修験者）
- 小尾俊人（実業家、みすず書房創業者）
- 笠原美智子（学芸員）
- 数江教一（倫理学者）
- 木川貴幸（ピアニスト）
- 木川達爾（教育学者）
- 菊池正美（声優）
- 吉川共治（官僚）
- 吉川晴十（冶金学者）
- 木村幸三郎（十両格行司）
- 行田哲夫（写真家）
- 金原省吾（美学者、美術史学者）
- 国枝史郎（小説家）
- 黒木勘蔵（国文学者）
- 小飼一至（ソムリエ）
- 小飼雅道（実業家、マツダ社長）
- 小平花織（バレーボール選手、東レ・アローズ所属）
- 小平小平治（考古学者）
- 小平権一（政治家、官僚）
- 小平雪人（俳人）
- 小平奈緒（スピードスケート選手、平昌オリンピック金メダリスト）
- 小平萬榮（教育者）
- 小林和男（ジャーナリスト、元NHK記者）
- 小林紀晴（ジャーナリスト、写真家、作家）
- 小松三郎左衛門（義民）
- 小松武平（教育者）
- 五味常明（医学者）
- 五味敏雄（元三省堂社長）
- 五味弘文（お化け屋敷プロデューサー）
- 五味洋治（ジャーナリスト、東京新聞記者）
- 五味芳保（スケート選手）
- 坂本養川（治水家、新田開発者）
- 篠原昭登（洋画家）
- 篠原菊紀（脳科学者）
- 篠原志都児（歌人）
- 庄最愛夏（シンガーソングライター、タレント）
- 白川浩司（編集者）
- 関口一郎（ドイツ語学者）
- 關颯人（陸上競技選手）
- 鷹野和美（医学者・福祉学者）
- 高橋庸弥（官僚）
- 武居智久（元海上幕僚長）
- 竹内猛（政治家）
- 竹村晋吉（スケート選手）
- 竹村文彦（スペイン文学者）
- 立石友男（地理学者）
- 田中千景（スケート選手）
- 茅野弘（実業家、チノン創業者）
- 土橋健夫（実業家、日清エンジニアリング社長）
- DJ GOMI（音楽プロデューサー）
- 中島喜久平（文筆家）
- 永田稠（移民事業家）
- 長田敏行（植物学者）
- 長田幹雄（編集者）
- 中村平治（インド史学者）
- 中村平八（社会主義経済学者）
- 名取英理（スピードスケート選手）
- 南保勝美（法学者）
- 浜栄助（教育者）
- 濱健夫（環境学者）
- 原圭二（ノンフィクション作家）
- 原茂（政治家）
- 原不二夫（東洋史学者）
- 原田明（分析化学者）
- 日向藍子（プロ雀士）
- 平手美樹（バスケットボール選手）
- 藤原てい（作家）
- 藤森照信（建築史家、建築家、東京大学名誉教授）
- 穂苅實（実業家、興亜火災海上保険社長）
- 細田あい（陸上競技選手）
- 細田貴助（郷土史研究家）
- 堀田陽一（作曲家、作詞家）
- 堀内唯生（洋画家）
- 松本璃奈（自転車競技選手）
- 丸茂藤平（内務官僚、官選知事）
- 丸茂隆三（生物学者）
- 丸山千里（医師）
- 水品善之（食品科学研究者）
- 宮坂英弌（考古学者）
- 両角業作（陸軍中将）
- 両角竹舟郎（俳人）
- 両角速（陸上競技選手・指導者）
- 両角政人（新聞記者、スケート指導者）
- 矢崎公二（政治家）
- 矢崎新二（防衛事務次官）
- 矢崎虎夫（彫刻家）
- 矢崎博信（洋画家）
- 矢崎芳夫（医学者、東京慈恵会医科大学学長）
- 矢崎利加（柔道家）
- 山田孝太郎（漫画家）
- 山田卓三（植物学者）
- 山田侑平（ジャーナリスト、翻訳家）
- 吉井小百合（元スケート選手）
- 吉田宗洋（俳優）

### ゆかりの著名人
（五十音順）
- 青柳瑞穂（仏文学者）
- 池谷貴行（ティーサーブ創業者・社長）
- 伊藤左千夫（歌人、小説家）
- 井上和男（映画監督）
- 今井澄（医師、政治家）
- 今村昌平（映画監督）
- 岩崎信子（アナウンサー）
- 池田あきこ（イラストレーター）
- 猪熊隆之（気象予報士）
- 梅崎春生（小説家）
- 遠藤周作（小説家）
- 王貞治（プロ野球選手）
- 大江スミ（教育者）
- 木下順二（劇作家）
- 小津安二郎（映画監督）
- 片岡千恵蔵（俳優）
- 片山敏彦（詩人）
- 鎌田實（医師）
- 神山純一（ミュージシャン）
- 川上哲治（プロ野球選手）
- 神田隆（俳優）
- 京マチ子（女優）
- 草野心平（詩人）
- 桑沢洋子（ファッションデザイナー）
- 小平邦彦（数学者）
- 小平均（実業家、技術者）
- 小平克（教育者）
- 後藤輝樹（政治活動家、横浜市出身だが2021年に転入）
- 小林亜紀子（芸能プロモーター）
- 小堀杏奴（随筆家）
- 小堀四郎（油彩画家）
- 小松醇郎（数学者）
- 小松摂郎（哲学者）
- 小松雅雄（経済学者）
- 桜むつ子（女優）
- 佐々木基一（文芸評論家）
- 佐多稲子（小説家）
- 佐田啓二（俳優）
- 島木赤彦（歌人）
- 清水将夫（俳優）
- 椎名麟三（小説家）
- 新藤兼人（映画監督）
- 杉村春子（女優）
- 須磨弥吉郎（外交官）
- 高橋圭三（アナウンサー）
- 高橋英樹（俳優）
- 高橋真麻（フリーアナウンサー）
- 竹内邦光（作曲家）
- 丹阿弥谷津子（女優）
- 千秋実（俳優）
- 津島恵子（女優）
- 外ノ池亜希（スピードスケート選手）
- 富永直樹（彫刻家）
- 中井貴一（俳優）
- 中井貴惠（女優、随筆家）
- 中尾彰（洋画家・絵本作家・詩人）
- 中尾彬（俳優）
- 中川紀元（画家）
- 中平康（映画監督）
- 中林忠良（版画家）
- 中村梅之助（歌舞伎俳優）
- 中村又五郎（歌舞伎役者）
- 西河克己（映画監督）
- 野口健（登山家）
- 野田高梧（脚本家）
- 林要（経済学者）
- 林芙美子（小説家）
- 原田マハ（小説家）
- 坂東三津五郎（歌舞伎役者）
- 藤枝省人（経営学者）
- 藤田元司（プロ野球選手）
- 藤原審爾（小説家）
- 藤原正彦（数学者）
- 古谷綱武（文芸評論家）
- 松枝洋二郎（技術者）
- 松本清張（小説家）
- 真山美保（舞台俳優）
- 水原茂（プロ野球選手）
- 三村奈々恵（マリンバ奏者）
- 宮崎龍介（編集者、弁護士）
- 八住利雄（脚本家）
- 柳原白蓮（歌人）
- 山内久（脚本家）
- 山口薫（洋画家）
- 山口蓬春（日本画家）
- 山沢栄子（写真家）
- 山下肇（ドイツ文学者）
- 山本富士子（女優）
- 山本安英（新劇女優）
- 吉沢久子（評論家）
- 笠智衆（俳優）
- 若杉慧（小説家）
- 渡辺美佐子（女優）